# Валенсия (футбольный клуб, Венесуэла)
1. REDIRECT Карабобо (футбольный клуб)